# Mu (continent)
Pour les articles homonymes, voir MU.
Ne doit pas être confondu avec Lémurie.

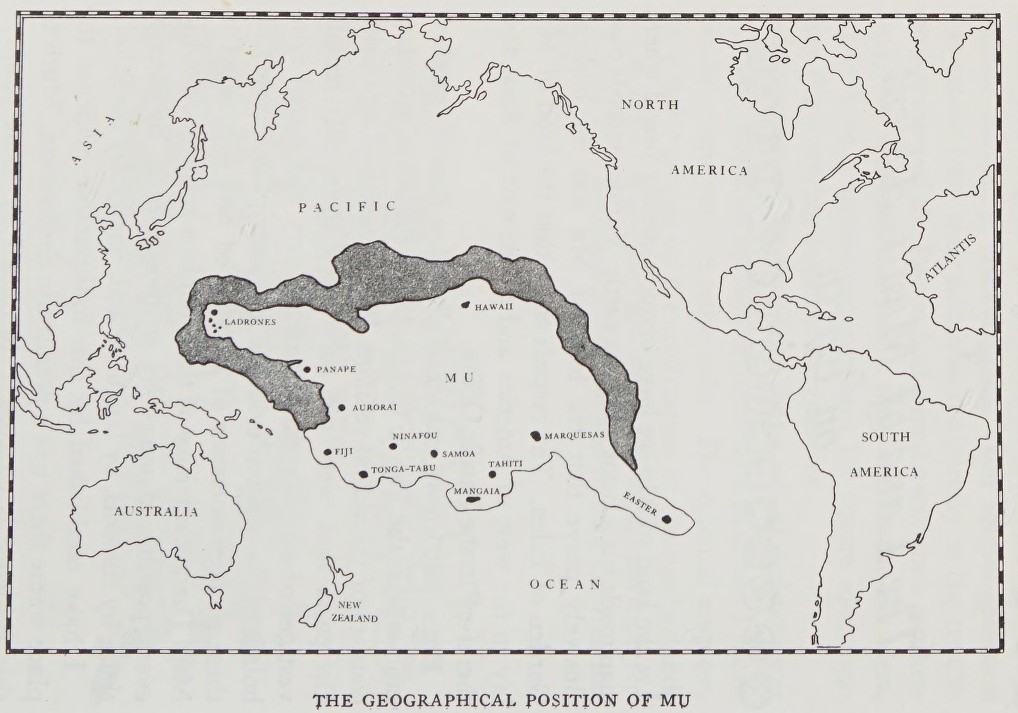
Carte de Mu selon James Churchward.

Mu, le continent de Mu ou encore le continent perdu de Mu, est un continent englouti hypothétique qui aurait abrité une civilisation avancée. Son existence fut proposée au XIXe siècle par le mayaniste Augustus Le Plongeon, qui se fondait sur la traduction — ultérieurement contestée — du Codex tro-cortesianus par Brasseur de Bourbourg. Il le situait dans l'océan Pacifique et avançait que cette civilisation disparue il y a plusieurs millénaires aurait propagé sa technologie avancée dans le monde entier ; elle aurait notamment permis l'édification des grandes pyramides éparpillées sur le globe. Comme l'Atlantide, il aurait été détruit il y a douze mille ans par les dieux pour punir une civilisation décadente. Mu fut ensuite popularisé par les écrits de James Churchward, qui lui le situait dans l'océan Pacifique.
Bien que l'hypothèse de l'existence de tels continents soit rejetée par les géologues et que les archéologues ne reconnaissent pas de parenté entre les cultures amérindiennes et celles du bassin méditerranéen, du Moyen-Orient ou de l'Inde – comme le suggéraient les promoteurs de Mu – l'existence de ce continent est soutenue par certains scientifiques comme Masaaki Kimura s'appuyant sur des découvertes comme celle de la structure sous-marine de Yonaguni.

## Histoire
En 1866, Brasseur de Bourbourg parle pour la première fois du continent de Mu, dont il pense avoir découvert l'existence à travers un livre maya, le Codex tro-cortesianus. En fait, les traductions de Brasseur de Bourbourg sont aujourd'hui considérées comme fantaisistes. L'écriture maya ne commence à être réellement décryptée que cent ans plus tard. Son existence est proposée au XIXe siècle par le mayaniste Augustus Le Plongeon. L'hypothèse de l'existence de Mu prendra vraiment de l'ampleur avec le livre de James Churchward, publié en 1926 : Le Continent perdu de Mu.
Après avoir quitté l'Inde, Churchward dit avoir cherché d'autres preuves concrètes de l'existence de Mu, au Tibet, en Égypte, en Nouvelle-Zélande et sur l'île de Pâques. Il raconta avoir trouvé de nombreux textes gravés dans la langue sacrée de Mu.

## Hypothèses

### Théorie de Churchward
Pour étayer sa théorie, Churchward s'appuie sur des tablettes "Naacals" qu'il aurait découvertes en Inde, les tablettes de Niven au Yucatan, Mexique et le Codex tro-cortesianus. Les tablettes indiennes auraient été rédigées dans la langue sacrée de Mu qu'un vieux prêtre d'Asie lui avait appris à déchiffrer, confirmant que ce continent avait été la source de toute civilisation, avant même l'Atlantide.

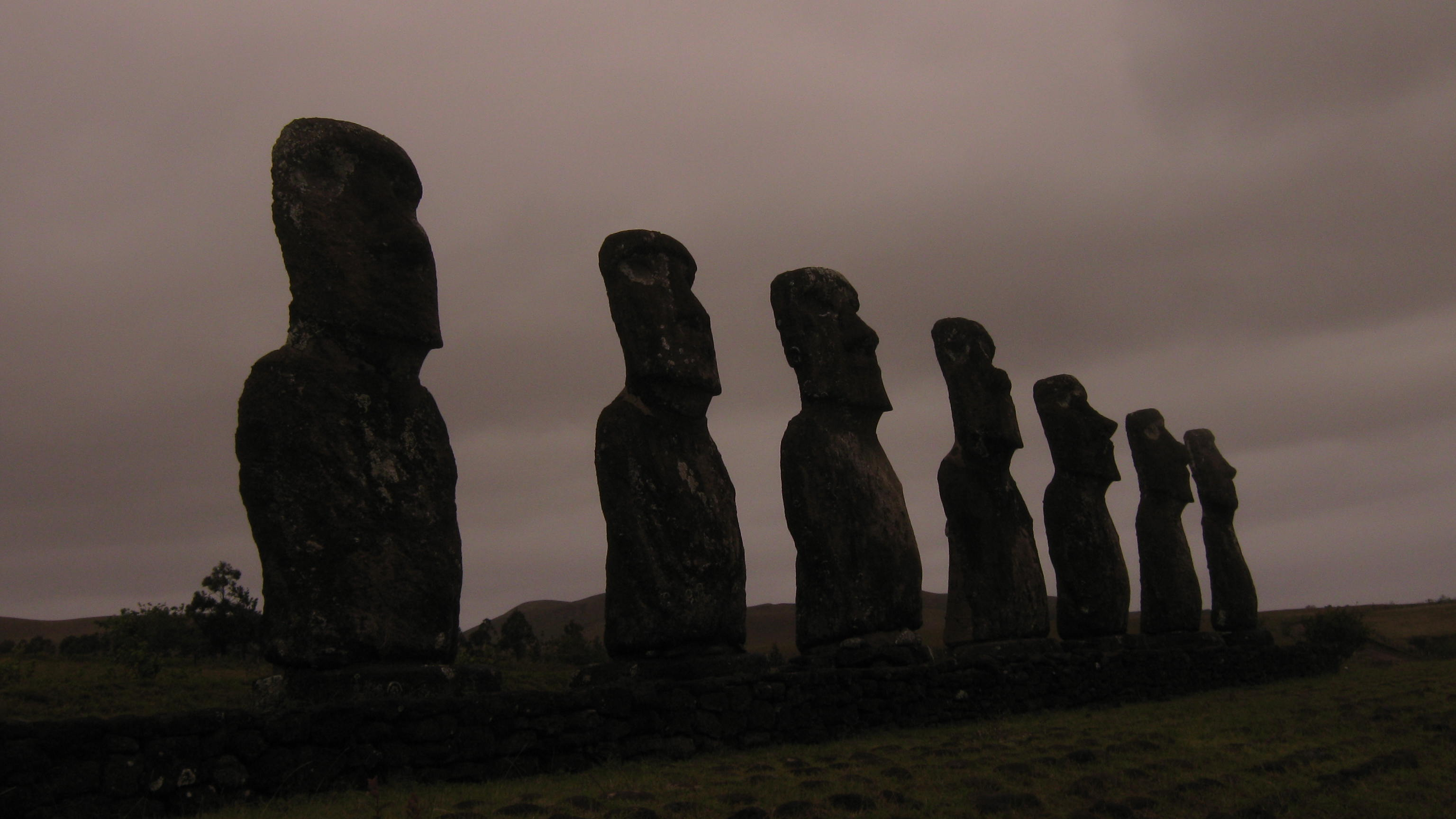
Les Moaïs de l'île de Pâques sont, selon Churchward, des vestiges de Mu.

Dans ses livres, Churchward affirme que le continent aurait disparu il y a 12000 ans des suites d'un cataclysme. Selon Churchward, l'Empire du Soleil (Mu) était peuplé d'environ 64 millions d'habitants, répartis en 10 tribus. La majeure partie de sa population serait morte mais les colonies muennes, à l'Ouest (Birmanie) et à l'Est (civilisations précolombiennes) aurait subsistées. Outre les tablettes indiennes et mexicaines, Churchward s'appuie sur nombre de sites archéologiques d'Amérique centrale comme le temple d'Uxmal, la pyramide de Xochicalco ou encore des sites sur l'océan Pacifique comme les Moaïs de l'île de Pâques, les ruines de l'île Pohnpei et les ruines des îles Marquises faisant valoir que, lors de leurs découvertes, les peuples habitant ces îles n'avaient ni la technologie, ni le savoir pour ériger de tels monuments.
James Churchward suggère que Mu est à l'origine de toutes les grandes civilisations de l'Histoire (Inde, Babylone, Égypte).
Également, plusieurs de ces peuples font référence à une terre jadis immense qui aurait disparu lors d'un cataclysme, et prétendent qu'un peuple puissant y vivait, ayant perdu le souvenir de la signification de ces monuments au fil du temps.
La Lémurie est peut-être donc l'hypothétique continent, appelé « continent perdu de Mu » (source de confusion), où auraient vécu les muens et qui aurait occupé jadis une bonne partie des océans Pacifique et Indien. Détruit par des tremblements de terre et des éruptions volcaniques, l’Australie, l’Océanie et l’Île de Pâques en seraient les vestiges. C'est sur un continent semblable qu'aurait vécu, selon la cosmogonie aztèque, la troisième grande race ayant peuplé le monde. Le continent de Mu serait donc le berceau de l'humanité.

### Hypothèse de Kimura
En 1985, la découverte de la structure sous-marine de Yonaguni relance les hypothèses d'une civilisation engloutie. Le professeur Masaaki Kimura avance l'hypothèse que cette structure aurait été engloutie par la montée du niveau de la mer due à la fin de la dernière glaciation, il y a 12000 ans. Pour lui, l'édifice est d'origine humaine et fut bâti par une civilisation aujourd'hui disparue.

## Controverses
La principale critique porte sur l'existence des tablettes Naacal décrites par James Churchward, qu'il est le seul à avoir vues.
Pour l'archéozoologue Michel Raynal, dans son article L'Oiseau énigmatique d'Hiva-Oa, le continent Mu serait une invention de Churchward. Il exhibe plusieurs erreurs factuelles (Tiahuanaco localisé au Pérou, erreurs de datation…) ou méthodologiques (absence de bibliographie, tablettes Naacal localisées dans un temple indien puis au Tibet dans un autre livre…). Il porte une analyse extrêmement sévère sur Churchward en estimant que ses erreurs relèvent soit de la fraude caractérisée, soit de la maladie mentale. Il démontre enfin que l'existence même d'un continent englouti dans l'océan Pacifique est irréaliste du fait de l'ancienneté du bassin océanique (qui date de l'ère primaire) et de la variété de la faune et de la flore des archipels du Pacifique.

### Essais
- James Churchward, Mu, le continent perdu, Paris, aux éditions J'ai Lu coll. l'aventure mystérieuse, 1969.
- James Churchward, L'univers secret de Mu, Paris, aux éditions J'ai Lu coll. l'aventure mystérieuse, 1970.
- James Churchward, Le monde occulte de Mu , Paris, aux éditions J'ai Lu coll. l'aventure mystérieuse, 1972.
- Louis-Claude Vincent, Le paradis perdu de Mu, Editions de la Source, Tome 1, 1969.
- Louis-Claude Vincent, Le paradis perdu de Mu II, Editions de la Source D'or, Tome 2, 1971.
- Hans Stephan Santesson, Le Dossier Mu, éditions J'ai Lu coll. l'aventure mystérieuse, 1976.
- Claudine Bouchet et René Bouchet, De Mû, de l'Atlantide, aux druides, édité par Guy Trédaniel, 1998.
- Isaac Ben Jacob, Sarah Fishberg, James Langley, Mu, Le Sacré Dévoilé, édit. M2G Éditions, 2006.
- Kerk Harlington, Le Parchemin de Mu - Le grimoire Atlante - Livre 2, édit. Tara Glane, 2013.

### Fictions
- Philippe Randa, Périls sur Mû, édité par Fleuve Noir, 1987.
- Vincent Meurice, L'Âge des cancres - Tome 2 - L'encyclopédie de Mu, 2010.
- Agathe Flore, Mu - tome 1 : L'Ombre d'Atlantis, éditions Underground, 2018.

### Études
- Lyon Sprague de Camp, Lost Continents: The Atlantis Theme in History, Science and Literature (1954), Dover Publications, 1970.
- Lauric Guillaud, L'Éternel Déluge, E-Dite, 2001.
- Evans, R. Tripp, Romancing the Maya: Mexican Antiquity in the American Imagination 1820-1915, Austin, University of Texas Press, 2004.

## Dans la bande dessinée
- Bob Morane et les Tours de cristal, Henri Vernes, Dino Attanasio, édit. Marabout, 1962
- Corto Maltese : Sous le signe du Capricorne, Hugo Pratt, éditions. Casterman, 1971
- Bob Morane, les géants de Mu, Henri Vernes, William Vance, Paris, Lombard, 1975
- Les Mystérieuses Cités d'or, issue de la série télévisée éponyme, 1984
- Corto Maltese : Mû, d'Hugo Pratt éditions. Casterman, 1989
- Shaman King, tome 30, de Hiroyuki Takei, 2006
- Corto Maltese : Mu, la cité perdue, d'Hugo Pratt éditions. Casterman, 2009
- Mandrake : no 3, Le continent M, Phil Davis, Lee Falk. éditions Remparts, 1962
- Le Scrameustache, no 23 : La Caverne Tibétaine, Roland Goossens, Walt, éditions Dupuis, 1992

## Dans la musique
- Robert Plant, du groupe rock Led Zeppelin, a utilisé la plume symbole de Mu[Quoi ?] dans plusieurs visuels de ses albums solo.
- Un groupe rock s'est nommé MU (1971–1974), fondé par le guitariste Jeff Cotton (en) et Merrell Wayne Fankhauser, inspiré par The Lost Continent Mu (1931).
- The Justified Ancients of Mu Mu, fut un nom du début du groupe britannique The KLF de 1987 à 1992. Mu est également à diverses reprises cité dans leurs textes.
- Le chanteur du groupe pop franco-américain John Mû & The Girl (de son vrai nom Jean Mulatier), a choisi "Mû" comme nom de scène en hommage au continent perdu.
- Le rappeur Vald évoque le continent Mu dans le titre "Primitif" extrait de son album Xeu(2018).

## À la télévision
- Le personnage de Tao est présenté comme étant originaire du « peuple de Mu » dans le dessin animé franco-japonais Les Mystérieuses Cités d'or, œuvre largement inspirée par la culture précolombienne d'Amérique du Sud. L'épisode 37 de la série (Aux portes de la cité d’or) retrace la fin des continents ennemis de Mu et de l'Atlantide, tous deux engloutis à l'issue d'une longue guerre en raison d'un cataclysme provoqué par l'utilisation d'une puissante « arme solaire ».
- Mû est également cité dans le manga et dessin animé Les Chevaliers du Zodiaque, où le Chevalier d'Or du Bélier est un descendant du peuple de Mu.
- Dans RahXephon, les Muliens font partie d'une civilisation qui a évolué parallèlement à la nôtre. Ils sont semblables physiquement aux humains, hormis un sang bleu et certaines capacités.
- Dans la série Moby Dick et le Secret de Mu un garçon part à la recherche des 24 tablettes de Mu.
- Dans la série Les Aventuriers de l'Espace, le continent de Mu aurait été peuplé par une race extraterrestre.

## Dans les jeux vidéo
- Mu est évoqué dans DuckTales 2, jeu édité par Nintendo sur Nes et sur Game Boy en 1993. Sur ce continent, Balthazar Picsou, après la lecture d'une étrange inscription et la résolution de l'énigme l'accompagnant, est à même de faire ressurgir l'ancien continent englouti par les flots (l'île représentée sur la carte du jeu se transforme alors en un gigantesque continent).
- Mu est un continent que l'on retrouve dans Illusion of Time et Terranigma, deux action-RPG créés par Quintet et sortis en France sur Super Nintendo en 1994 et en 1996.
- Dans Super Mario Land sorti sur Nintendo Game Boy en 1989, le royaume de Muda dont une des caractéristiques est d'être en très grande partie immergé est également une référence à Mu. De plus le nom du royaume comprend le nom du continent.
- Mu est aussi évoqué dans le jeu vidéo Star Ocean conçu par Tri-ace pour enix.
- Mu Online est un MMORPG médiéval en 3D produit par la compagnie coréenne Webzen.
- Mu est le boss de fin et le maître du continent du même nom dans Mega Man Star Force 2.
- Dans Shadow Hearts, Roger Bacon indique que le continent perdu de Mu est un point nerveux de la planète, où se concentrent des pouvoirs inhabituels, comme sur l'île de Pâques.
- Mu est l'un des continents présents dans Civilization VI.
- Dans Phantasy Star Online 2, le continent Mu est utilisé comme zone pour une quête spéciale opposant les joueurs à un boss.